# هانس درير
هانس درير (بالإنجليزية: Hans Dreier )‏ (و. 1885 – 1966 م) هو سينوغراف، ومصمم إنتاج من ألمانيا، والولايات المتحدة، ولد في بريمن، توفي عن عمر يناهز 81 عاماً.

## جوائز وترشيحات
حصل على جوائز منها:
جوائز
- Art Directors Guild Hall of Fame [الإنجليزية]‏ (2005)

ترشيحات
- جائزة الأوسكار لأفضل تصميم إنتاج
- جائزة الأوسكار لأفضل تصميم إنتاج، عن عمل: الوطني
- جائزة الأوسكار لأفضل تصميم إنتاج، عن عمل: حياة الرماح البنغالية
- جائزة الأوسكار لأفضل تصميم إنتاج، عن عمل: لو كنت ملك
- جائزة الأوسكار لأفضل تصميم إنتاج، عن عمل: موكب الحب
- جائزة الأوسكار لأفضل تصميم إنتاج، عن عمل: وداعا للسلاح

ترشح لـ:
- جائزة الأوسكار لأفضل تصميم إنتاج، عن عمل: الوطني
- جائزة الأوسكار لأفضل إخراج فني، أبيض وأسود، عن عمل: Five Graves to Cairo [الإنجليزية]‏
- جائزة الأوسكار لأفضل تصميم إنتاج، عن عمل: لمن تقرع له الأجراس
- جائزة الأوسكار لأفضل إخراج فني، أبيض وأسود، عن عمل: Take a Letter, Darling [الإنجليزية]‏
- جائزة الأوسكار لأفضل تصميم إنتاج، عن عمل: Reap the Wild Wind [الإنجليزية]‏
- جائزة الأوسكار لأفضل تصميم إنتاج، عن عمل: Lady in the Dark (film) [الإنجليزية]‏
- جائزة الأوسكار لأفضل تصميم إنتاج، عن عمل: مغامرة البحر
- جائزة الأوسكار لأفضل إخراج فني، أبيض وأسود، عن عمل: No Time for Love (1943 film) [الإنجليزية]‏
- جائزة الأوسكار لأفضل إخراج فني، أبيض وأسود، عن عمل: Kitty (1945 film) [الإنجليزية]‏
- جائزة الأوسكار لأفضل إخراج فني، أبيض وأسود، عن عمل: Love Letters (1945 film) [الإنجليزية]‏
- جائزة الأوسكار لأفضل تصميم إنتاج، عن عمل: شمشون ودليلة
- جائزة الأوسكار لأفضل إخراج فني، أبيض وأسود، عن عمل: احتضن الفجر العائد
- جائزة الأوسكار لأفضل تصميم إنتاج، عن عمل: North West Mounted Police (film) [الإنجليزية]‏
- جائزة الأوسكار لأفضل تصميم إنتاج، عن عمل: المغرب
- جائزة الأوسكار لأفضل تصميم إنتاج، عن عمل: The Vagabond King (1930 film) [الإنجليزية]‏
- جائزة الأوسكار لأفضل تصميم إنتاج، عن عمل: موكب الحب
- جائزة الأوسكار لأفضل إخراج فني، أبيض وأسود، عن عمل: قم يا حبيبي
- جائزة الأوسكار لأفضل تصميم إنتاج، عن عمل: وداعًا للسلاح
- جائزة الأوسكار لأفضل تصميم إنتاج، عن عمل: Souls at Sea [الإنجليزية]‏
- جائزة الأوسكار لأفضل تصميم إنتاج، عن عمل: حياة الرماح البنغالية
- جائزة الأوسكار لأفضل تصميم إنتاج، عن عمل: Beau Geste (1939 film) [الإنجليزية]‏
- جائزة الأوسكار لأفضل تصميم إنتاج، عن عمل: لو كنت ملك (فيلم 1938)
- جائزة الأوسكار لأفضل إخراج فني، أبيض وأسود، عن عمل: سانسيت بوليفارد.

## وصلات خارجية
- هانس درير على موقع IMDb (الإنجليزية)
- هانس درير على موقع ألو سيني (الفرنسية)
- هانس درير على موقع أول موفي (الإنجليزية)
- هانس درير على موقع قاعدة بيانات الأفلام السويدية (السويدية)
- هانس درير على موقع قاعدة بيانات الفيلم (الإنجليزية)